# Каргарка магеланська
Карга́рка магеланська (Chloephaga picta) — вид гусеподібних птахів родини качкових (Anatidae). Мешкає в Південній Америці.

## Опис

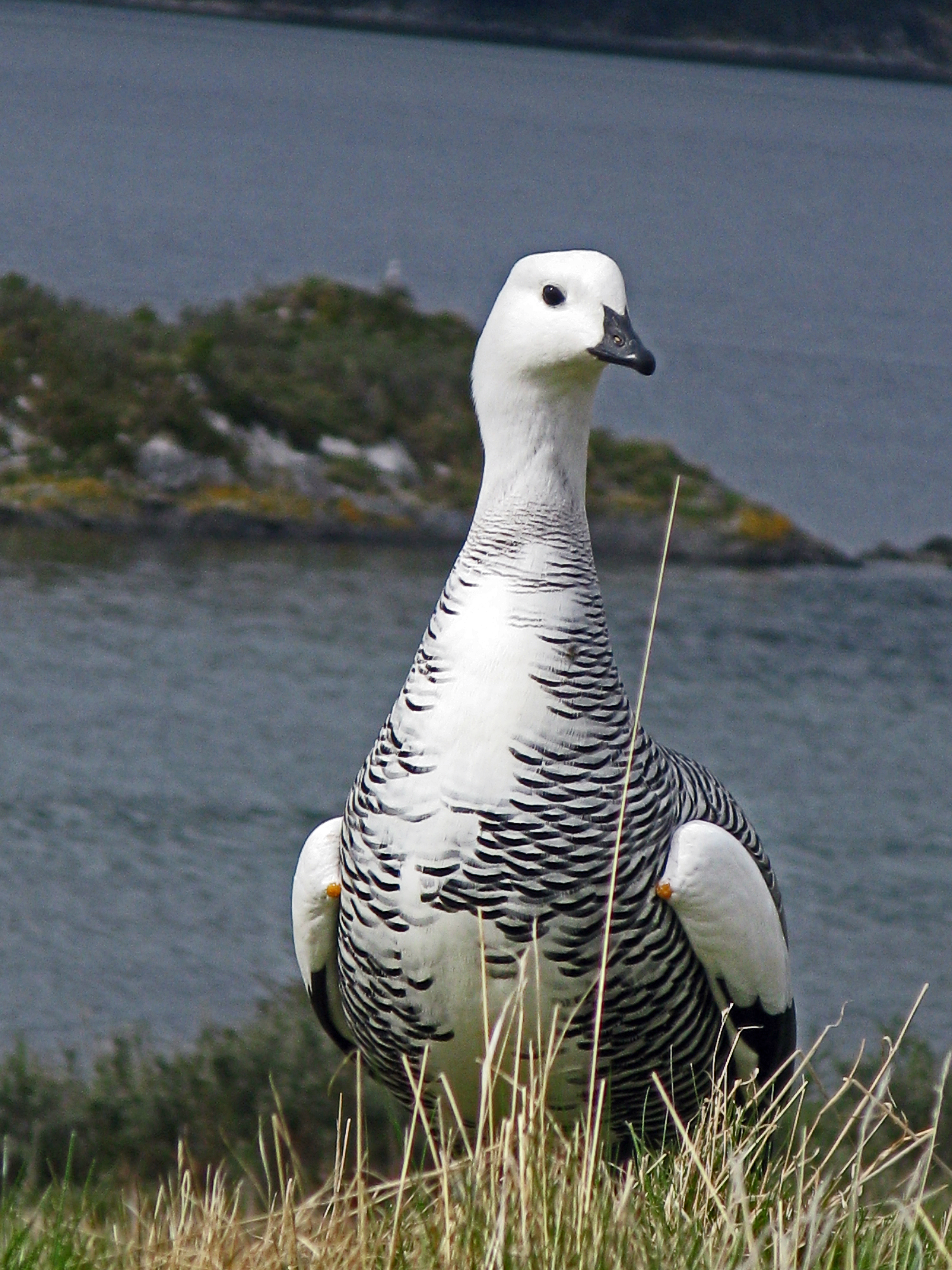
Самець магеланської каргарки

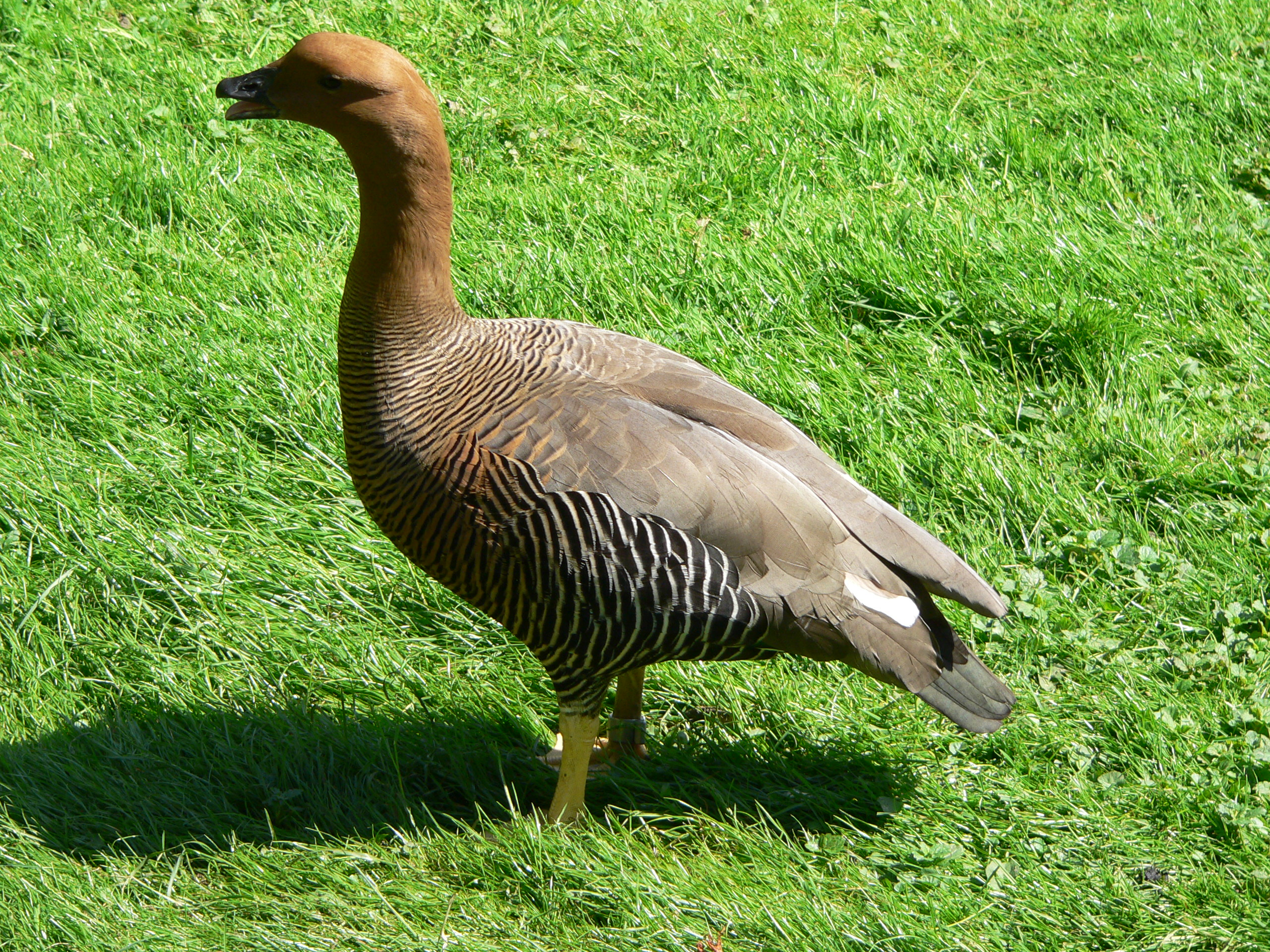
Самиця магеланської каргарки

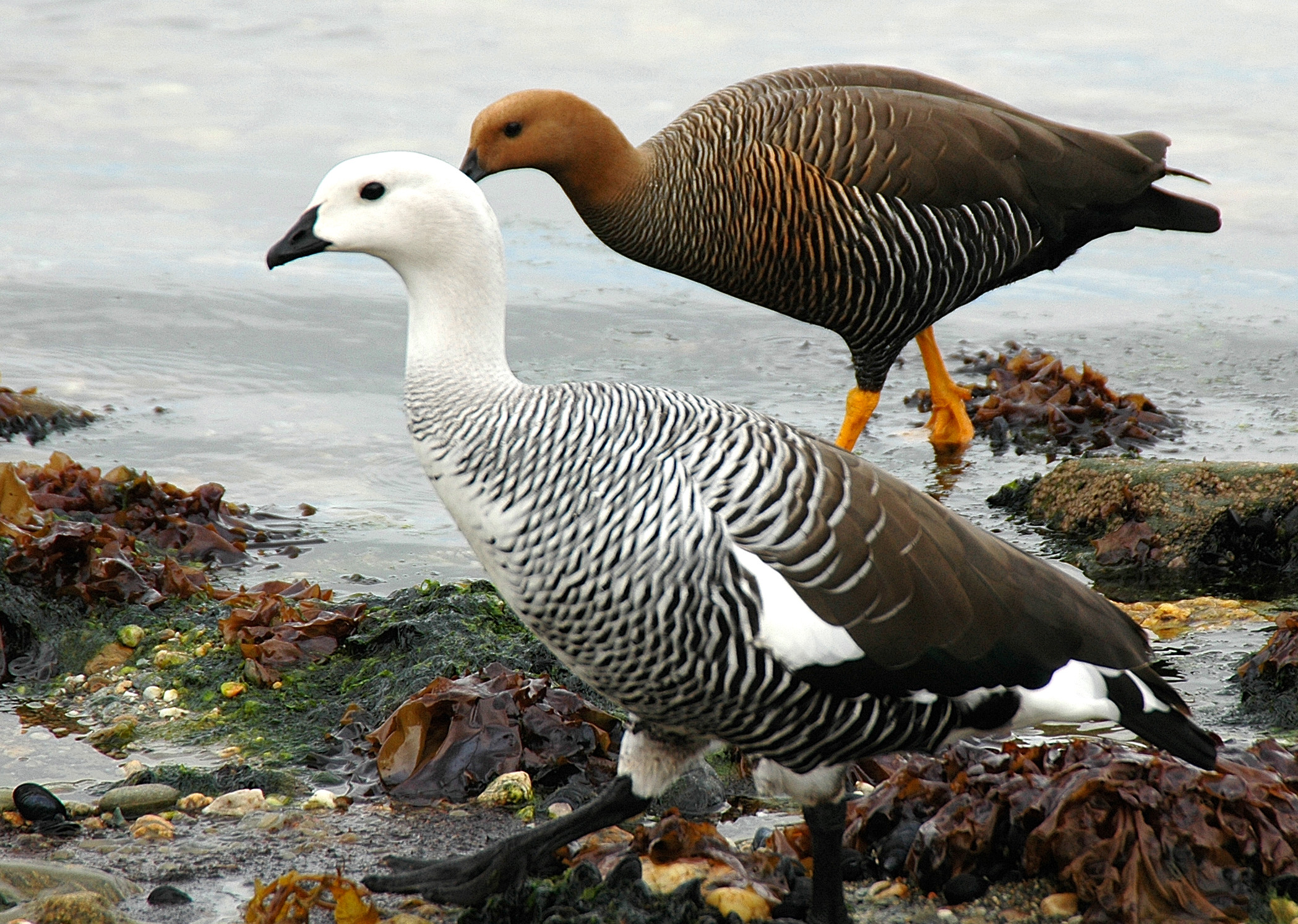
Пара магеланських каргарок

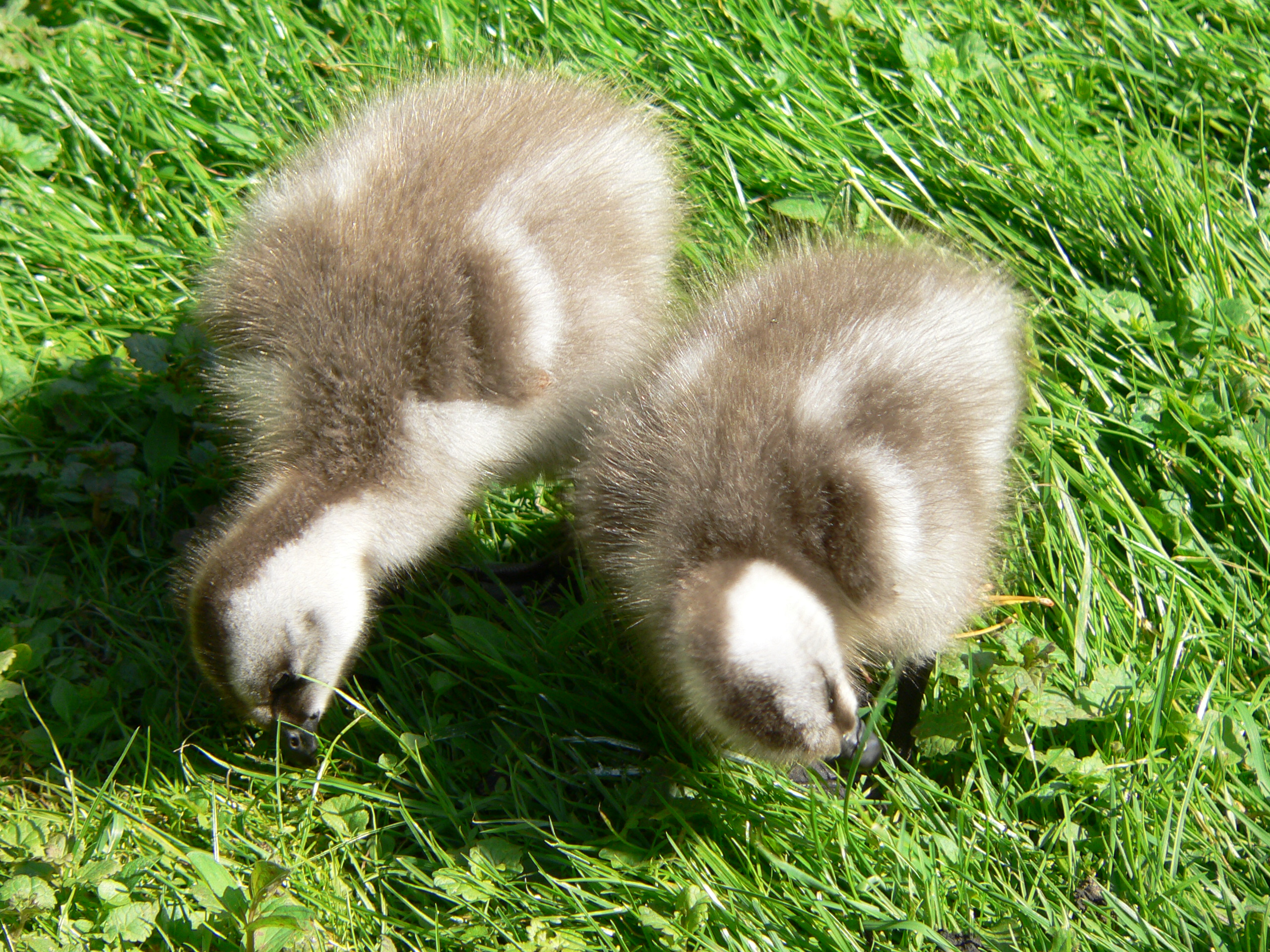
Пташенята магеланської каргарки

Довжина представників номінативного підвиду становить 50—65 см. Самці цього підвиду важать 2,7—3,6 кг, а самиці 2,9—3,5 кг. У самців голова і верхня частина тіла білосніжні, решта тіла переважно біла, поцяткована чорними поперечними смужками. Першорядні махові пера чорні, другорядні махові пера білі. На внутрішніх опахалах другорядних махових пер є зеленувато-коричневі «дзеркальця». Дзьоб і лапи зеленувато-чорні. Самиці мають переважно рудувато-коричневе забарвлення, груди, живіт і боки у них поцятковані чорними поперечними смужками. Дзьоб них сірувато-чорний, лапи світло-жовті.
Представники підвиду C. p. leucoptera мають дещо більші розміри: їх довжина становить 63—72 г. Самці цього підвиду важать 3,5—4,5 кг, а самиці 2,9—3,5 кг. У самців підвиду C. p. leucoptera горло, груди і живіт також є білими. Самиці цього підвиду також мають дещо блідіше забарвлення, ніж самиці номінативного підвиду.
Від кінця листопада до початку січня магеланські каргарки линяють, змінюючи як першорядні, так і другорядні пера. Частота линяння деякою мірою залежить від успішності розмноження, оскільки більшість линяючих дорослих птахів ще не спарувалися або не змогли розмножитися. Деякі магеланські каргарки пропускають линьку, зберігаючи можливість літати протягом південного літа. Хоча це і незвично, однак пропуск цього важливого процесу може мати енергетичні переваги, оскільки під час сезону линяння птахам складніше добувати їжу.

## Підвиди
Виділяють два підвиди:
- C. p. picta (Gmelin, JF, 1789) — Патагонія і Вогняна Земля;
- C. p. leucoptera (Gmelin, JF, 1789) — Фолклендські Острови.

## Поширення і екологія
Магеланські каргарки мешкають на півдні Чилі і Аргентини та на Фолклендських островах. Патагонські популяції взимку мігрують на північ, до центральної Аргентини, іноді досягаючи Уругвая. У 2013 році магеланська каргарка була зафіксована на півдні Бразилії. Фолклендські популяції ведуть осілий спосіб життя. Також магеланські каргарки були інтродуковані на Південну Джорджію. Ці птахи живуть на луках і пасовищах, віддаючи перевагу ділянкам, порослих невисокою зеленою травою. Вони зустрічаються парами або розрідженими зграями, часто поблизу водойм, на висоті до 1500 м над рівнем моря.
Магеланські каргарки живляться листям, стеблами та іншими частинами трав'янистих рослин, а також насінням, ягодами і водоростами. Пташенята поїдають комах. Ці птахи є доволі соціальними — на одному лузі може зібратися до тисячі птахів. Магеланські каргарки вважаються шкідниками через те, що вони конкурують з вівцями і великою рогатою худобою за пашу, а також через уявлення, що вони знижують врожайність. Однак дослідження показали, що, хоч ці птахи і поїдають пшеницю, вони не сильно впливають на загальну кількість врожаю і можуть навіть бути корисними, знищуючи бур'яни. У 2008 році в Аргентині ці птахи були визнані такими, що перебувають під загрозою зникнення, а полювання на них було заборонено.
Гніздування у магеланських каргарок на континенті відбувається переважно у вересні-жовті, а на островах — в листопаді. Ці птахи є моногамними і формують тривалі пари. Кожного року вони повертаються до одних і тих самих місць гніздування. Самці набуваються статевої зрілості у віці 2 років. Зазвичай вони гніздяться неподалік від місця свого народження. У самців статева зрілість наступає пізніше, а гніздяться вони подалі від місця свого народження. Вони приваблюють самиць шлюбними демонстраціями, під час яких вони гучно свистять, на що самиці відповідають більш тихим кудахтанням. Самці можуть битися, конкуруючи за територію, і така бійка може навіть завершитися смертю одного з птахів.
Гніздо магеланської каргарки розміщується на землі, серед густої трави, часто поблизу води. У кладці від 5 до 8 яєць. Інкубаційний період триває приблизно 30 днів. Коли пташенята вилуплюються, вони покриті світло=коричневим пухом. Вони не залишаються в гнізді більш як добу й від народження можуть самостійно добувати їжу. Пташенята покриваються пір'ям у віці 9—10 днів.